# Droga krajowa B52 (Austria)
Droga krajowa B52 (Ruster Straße) – droga krajowa we wschodniej Austrii. Arteria zaczyna się w mieście Eisenstadt i prowadzi do położonego nad Jeziorem Nezyderskim kurortu Mörbisch am See. Trasa jest jedno-jezdniowa